# Adolph Caesar
Adolph Caesar (* 5. Dezember 1933 in New York City, New York; † 6. März 1986 in Los Angeles, Kalifornien) war ein US-amerikanischer Film- und Theaterschauspieler.

## Biografie
Geboren in Harlem, studierte Caesar nach seinem Dienst in der US Army Drama an der New York University, und begann darauf als Kommentator bei einigen, speziell für Afroamerikaner konzipierte Radiostationen zu arbeiten.
Als Mitglied des Negro Ensemble sammelte Caesar Bühnenerfahrungen und machte so zu Beginn der 1970er Jahre in den ganzen USA auf sich und sein Talent aufmerksam. Parallel zu seiner Arbeit auf der Bühne war Caesars Stimme in Werbespots und Cartoons zu hören.
Ab Ende der 1960er-Jahre stand Caesar auch für Film- und Fernsehproduktionen vor der Kamera, allerdings zunächst ohne größere Aufmerksamkeit zu erzielen. Er war auch als Sprecher von Filmtrailern beschäftigt, darunter von Blacula, Der Schrei des Todes, Schande des Dschungels und Zombie. Den Durchbruch im Filmgeschäft erreichte er 1984 mit der Titelrolle in dem Filmdrama Sergeant Waters – Eine Soldatengeschichte. Für seine Darstellung wurde er sowohl für den Golden Globe Award als auch den Oscar nominiert. 1985 wirkte Caesar in Die Farbe Lila unter Regie von Steven Spielberg mit, der zu Caesars bekanntestem Film avancierte.
1986 übernahm Caesar eine Rolle in Archie und Harry – Sie können’s nicht lassen an der Seite von Burt Lancaster und Kirk Douglas. Doch noch während der Dreharbeiten erlag er am Set im Alter von 52 Jahren einem Herzinfarkt. Seine nun vakante Rolle übernahm Eli Wallach. Caesar wurde auf dem Friedhof Ferncliff Cemetery in Hartsdale, New York beigesetzt.
Adolph Caesar hinterließ seine Frau Diane sowie ihre drei gemeinsamen Kinder.

## Preisverleihungen
- 1984: Oscar-Nominierung für Adolph Caesar in der Kategorie „Best Actor in a Supporting Role“ bei der Verleihung 1985 für Sergeant Waters – Eine Soldatengeschichte[1]
- 1984: Golden-Globe-Nominierung für Adolph Caesar in der Kategorie „Best Actor in a Supporting Role“ bei der Verleihung 1985 für A Soldier’s Story

## Filmografie (Auswahl)
- 1968: Verrückter wilder Westen (The Wild Wild West, Fernsehserie, Folge 4x05)
- 1968: Daktari (Fernsehserie, Folge 4x10)
- 1969: Che!
- 1970: The Challenge (Fernsehfilm)
- 1978: Der Schläger (The Hitter)
- 1978: Watch Your Mouth (Fernsehserie, 2 Folgen)
- 1983: Blutiger Sommer – Das Camp des Grauens (Sleepaway Camp)
- 1984: Sergeant Waters – Eine Soldatengeschichte (A Soldier’s Story)
- 1985: Die Farbe Lila (The Color Purple)
- 1986: Unbekannte Dimensionen (The Twilight Zone, Fernsehserie, Folge 1x15 Monster/Geborene Krieger/Eine Frage von Minuten)
- 1986: Club Paradise
- 1986: SilverHawks (Fernsehserie, 65 Folgen, Sprechrolle)